# Kapelle Hachenhausen

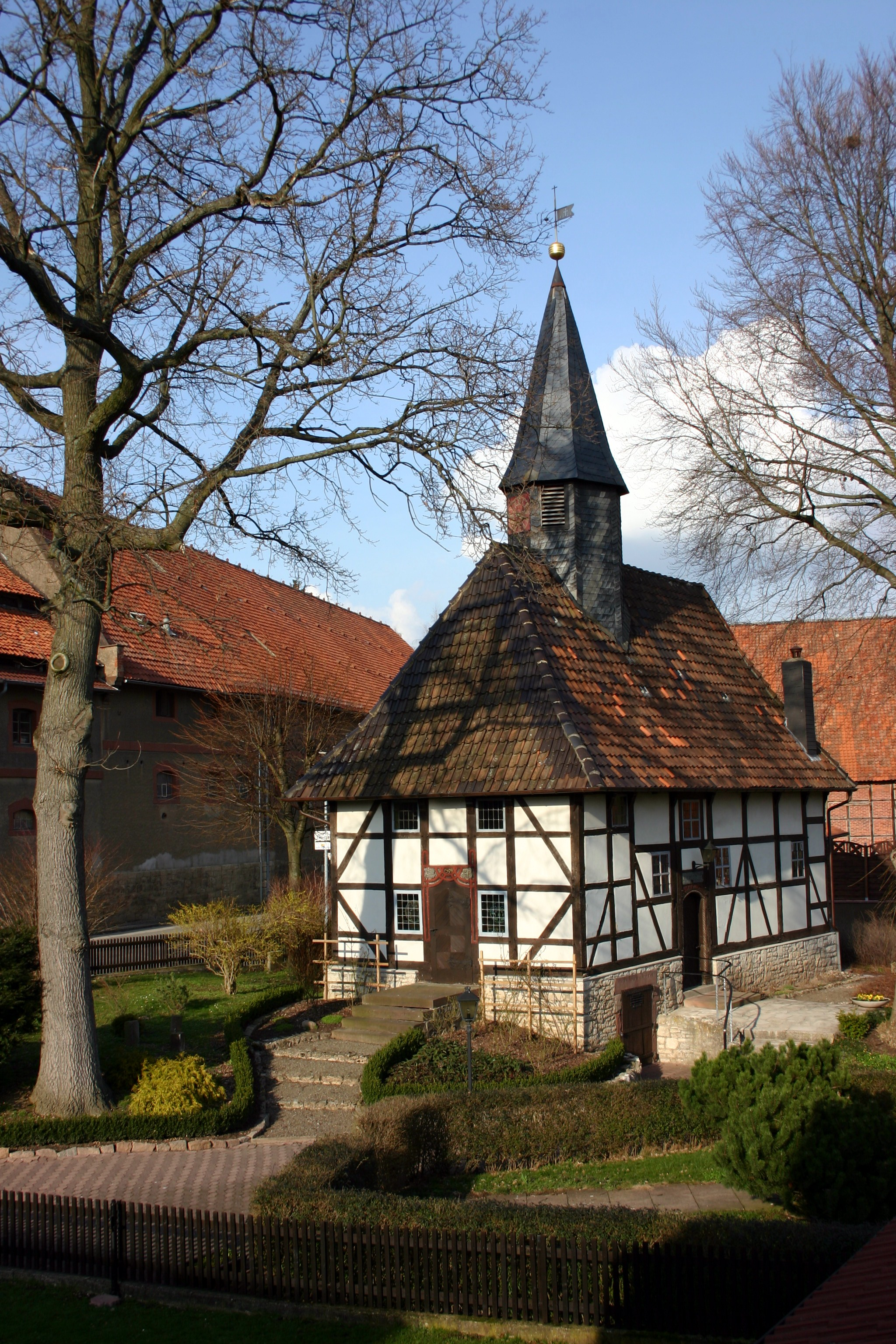
Kapelle Hachenhausen

Die evangelisch-lutherische denkmalgeschützte Kapelle Hachenhausen steht in Hachenhausen, einem Ortsteil von Bad Gandersheim im Landkreis Northeim von Niedersachsen. Die Kapelle gehört zur Kirchengemeinde Ellierode-Hachenhausen, diese zur Propstei Gandersheim-Seesen der Evangelisch-lutherischen Landeskirche in Braunschweig.

## Beschreibung
Die Fachwerkkapelle hat einen fünfseitigen Abschluss im Osten. Sie ist mit einem Walmdach bedeckt, aus dem sich ein schiefergedeckter Dachreiter erhebt. Sie wurde unter Anton Ulrich von Burchtorff, Drost und Kanoniker im Stift Gandersheim, wesentlich umgestaltet. Zur Kirchenausstattung gehören ein Altarretabel von 1671 mit einem Gemälde vom Abendmahl und eine spätgotische thronende Madonna.